# Ptilostomis semifasciata
Ptilostomis semifasciata är en nattsländeart som först beskrevs av Thomas Say 1828.  Ptilostomis semifasciata ingår i släktet Ptilostomis och familjen broknattsländor. Inga underarter finns listade i Catalogue of Life.